# Societat Mundial de l'Esvàstica Vermella
La Societat Mundial de l'Esvàstica Vermella (mandarí: 世界红卍字会) (anglès: World Red Swastika Society) és la branca filantròpica de la secta xinesa Daoyuan, que va ser fundada l'any 1922, per Qian Nengxun, Du Bingyin i Li Jiabai, seguint l'exemple de les associacions occidentals com la Creu Roja, per crear institucions caritatives arrelades en la religió xinesa. El caràcter xinès que representa l'esvàstica (卍 wàn) es pot traduir com l'infinit, en la cultura xinesa, i també en altres cultures és un símbol de la manifestació de Déu, i de la seva creació. La missió de l'esvàstica vermella consistia en un important esforç filantròpic, moral i educatiu. La societat mantenia albergs i menjadors per a pobres, i també hospitals moderns i ajuda humanitària.
La Societat va tenir una actuació destacada després del terratremol de Tòquio i també va actuar en resposta a desastres naturals a la Unió Soviètica també cal dir que comptava amb professors d'esperanto entre els seus membres. La Societat tenia les seves oficines a París, a Londres i a Tòquio. Potser l'esdeveniment menys conegut de la seva història va ser el rol que va tenir en la Massacre de Nanquín, durant la Segona Guerra Sinojaponesa. El pillatge i els saquejos que van ser comesos pels invasors japonesos a la ciutat van deixar milers de morts en els carrers, i l'esvàstica vermella va ajudar a enterrar els cossos. Els records de les activitats de l'esvàstica vermella han proporcionat una important font de recursos per a la reçerca històrica de les atrocitats japoneses i han ajudat a localitzar les tombes. Tot i que va ser suprimida durant el govern de Mao Zedong a la Xina continental, l'esvàstica vermella segueix sent avui una organització religiosa centrada en la caritat, té branques entre la diàspora xinesa, amb casernes a Taiwan. A més del treball caritatiu, l'esvàstica vermella té dues escoles a Hong Kong: la (HKRSS Tuen Mun Primary School) i la (HKRSS Tai Po Secondary School), i una escola a Singapur la (Red Swastika School). També cal senyalar que malgrat el seu nom i el seu simbol, la societat de l'esvàstica vermella no té cap vincle amb el nazisme, el feixisme, o l'extrema dreta.